# Biblioteca de Stat a Bavariei
Biblioteca de Stat a Bavariei (în germană Bayerische Staatsbibliothek, acronim BSB, denumită Bibliotheca Regia Monacensis până în 1919) este o bibliotecă de land (în germană Landesbibliothek) din München, cu depozit legal din anul 1663.